# Roxen
Roxen är en sjö i Linköpings och Norrköpings kommuner i Östergötland och ingår i Motala ströms huvudavrinningsområde. Sjön är 8 meter djup, har en yta på 94,9 kvadratkilometer och befinner sig 33 meter över havet. Sjön avvattnas av vattendraget Motala ström. Vid provfiske har en stor mängd fiskarter fångats, bland annat abborre, björkna, braxen och gärs.
Att Roxen är en typisk näringsrik slättsjö återspeglas av det mycket rika fågellivet. Största djupet är inte mer än 8 meter och medeldjupet cirka 4,7 meter. Sjöns grundhet leder till att vågorna på Roxen blir extremt krabba (korta och höga) och svårforcerade, vilket många rutinerade havsseglare fått erfara vid blåsigt väder. På grund av de flacka omgivningarna är dessutom detta blåsiga väder en relativt vanlig företeelse. Sjön har i väster en bredd på cirka 6 kilometer och möter där Motala ström, Svartån samt Stångån med Kinda kanal, i den sydligaste viken norr om Linköping. Roxen avsmalnar mot öster till en långsträckt vik, från vars östligaste ände, vid Norsholm, Motala ström fortsätter norrut mot sjön Glan.
Göta kanal går genom sjön från Norsholm till Berg.
Ett 4 170 hektar stort område av västra Roxens öppna vatten och strandområden är sedan den 19 november 2001 skyddat under Ramsarkonventionen.
Den rödlistade fiskarten asp finns i sjösystemet.
Vid sjöns norra strand ligger fritidshusområdet Göten.

## Delavrinningsområde
Roxen ingår i delavrinningsområde (648659-149242) som SMHI kallar för Utloppet av Roxen. Medelhöjden är 33 meter över havet och ytan är 95,1 kvadratkilometer. Räknas de 744 avrinningsområdena uppströms in blir den ackumulerade arean 13 229,5 kvadratkilometer. Avrinningsområdets utflöde Motala Ström mynnar i havet. Avrinningsområdet består mestadels av skog (26 procent) och jordbruk (33 procent). Avrinningsområdet har 95,63 kvadratkilometer vattenytor vilket ger det en sjöprocent på 27,4 procent. Bebyggelsen i området täcker en yta av 11,98 kvadratkilometer eller 3 procent av avrinningsområdet.

## Fisk
Vid provfiske har följande fisk fångats i sjön:
| - Abborre - Björkna - Braxen - Gärs - Gädda - Gös - Karpfisk obestämd - Lake - Löja - Mört - Nors | - Sarv - Siklöja - Stensimpa - Sutare - Vimma |

## Galleri

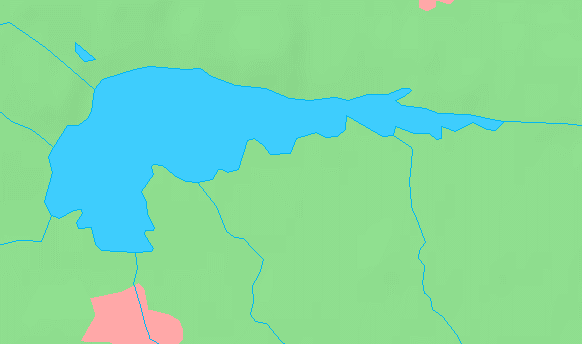
Kartan visar Roxens form och läge norr om Linköping
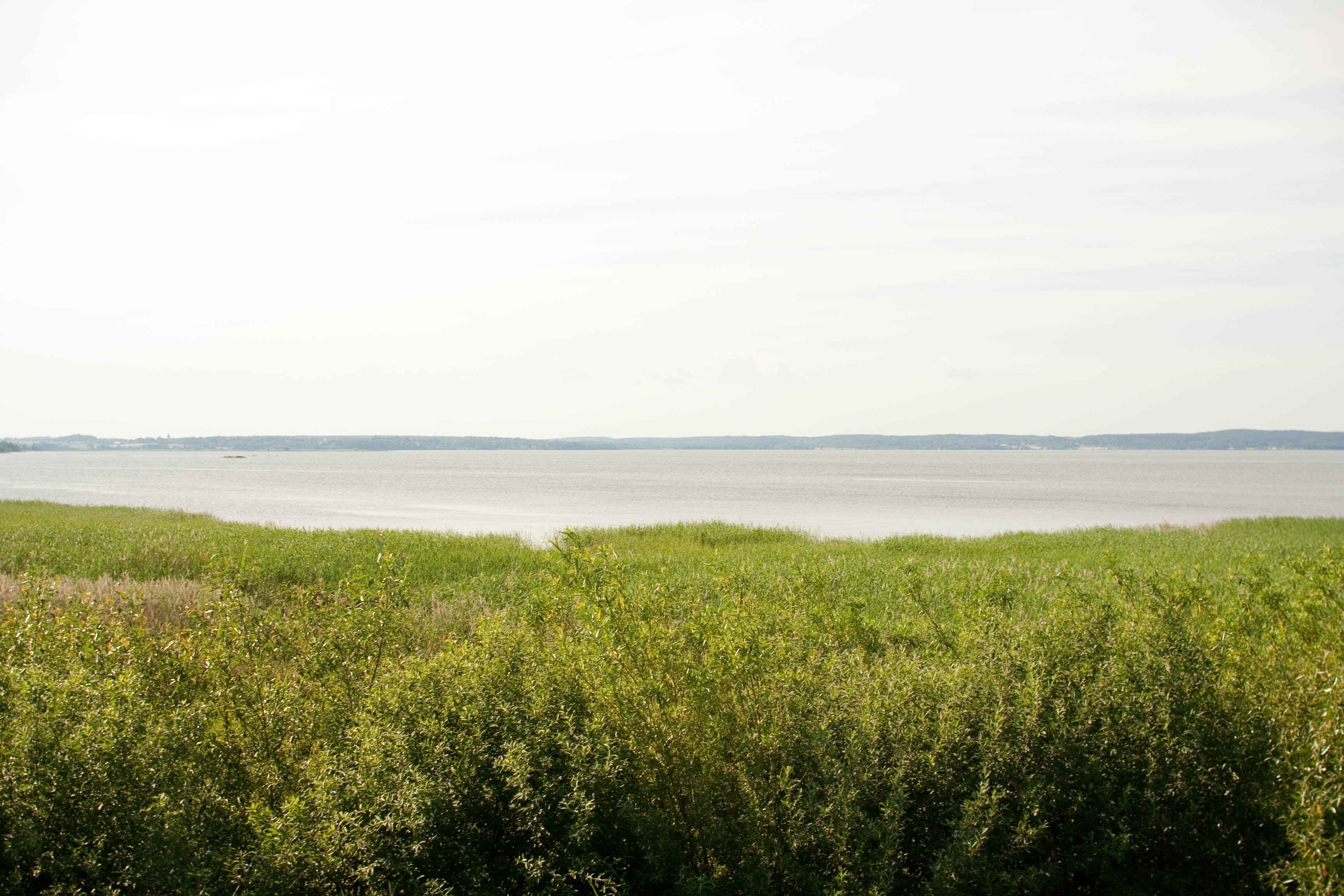
Vy över Roxen
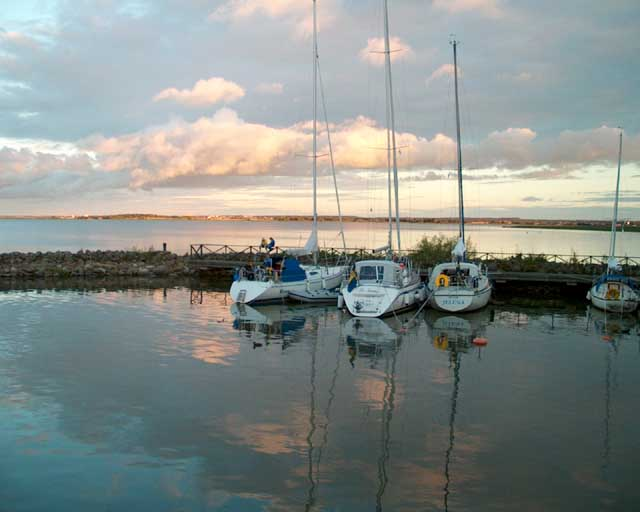
Roxen vid Göta kanal nära Bergs slussar i juli 2002.